# Robert Trump
Robert Stewart Trump (sinh ngày 26 tháng 8 năm 1948 – mất ngày 15 tháng 8 năm 2020) là một nhà phát triển bất động sản và điều hành kinh doanh người Mỹ. Ông là em trai của Donald Trump, tổng thống thứ 45 của Hoa Kỳ.

## Thời trẻ
Robert Stewart Trump sinh ở Queens, Thành phố New York vào ngày 26 tháng 8 năm 1948, cha là Fred Trump và mẹ là Mary Anne McLeod. Ông là con trai út trong gia đình 5 người con; anh chị của ông gồm có Maryanne, Fred Jr., Elizabeth, và Donald. Trump theo học Đại học Boston chuyên ngành kinh tế học; 
trong khi ở đó anh chơi bóng đá và là MVP và đội trưởng đội vào năm 1969.

## Sự nghiệp
Trump tham gia công việc kinh doanh của cha mình và đến quản lý tài sản bất động sản của Trump Organization bên ngoài Manhattan.
Ông phục vụ trong ban giám đốc của ZeniMax Media, công ty mẹ của Bethesda Softworks, vị trí mà ông đảm nhiệm từ năm 1999 cho đến khi qua đời vào năm 2020. Trong nhiệm kỳ giám đốc của mình, ZeniMax đã xuất bản các loạt phim bao gồm Fallout, The Elder Scrolls, Doom, và Wolfenstein. Vai trò của ông tại công ty được các phương tiện truyền thông nêu bật sau vụ xả súng ở trường học Parkland, khi anh trai anh liên kết trò chơi điện tử với bạo lực và sau đó gặp gỡ với nhiều người đứng đầu ngành, bao gồm Robert Altman, Giám đốc điều hành của ZeniMax. Ngoài việc là thành viên Hội đồng quản trị tại ZeniMax, Trump còn là nhà đầu tư vào công ty.
Trong những năm trước khi qua đời, Robert Trump là chủ tịch của Trump Management, một doanh nghiệp thuộc sở hữu của anh em nhà Trump, bao gồm Donald và Robert, cũng như các chị gái của họ là Maryanne Trump-Barry và Elizabeth Trump-Grau. Tại một số thời điểm, Trump đã làm một nhà phát triển bất động sản.

## Vụ kiện sách của Mary Trump
Vào tháng 6 năm 2020, Robert Trump đã đệ đơn kiện nhằm ngăn cản việc xuất bản cuốn sách sắp tới của cháu gái ông, Mary L. Trump, Too Much and Never Enough. Vụ kiện của Trump dựa trên một thỏa thuận bảo mật năm 2001 mà Mary Trump đã ký để giải quyết một vụ kiện liên quan đến ông nội của bà, Fred Trump, di chúc và di sản.
Thẩm phán Hal B. Greenwald của Tòa án Tối cao New York đã ra phán quyết vào tháng 7 năm 2020 rằng nhà xuất bản cuốn sách, Simon & Schuster, không phải là một bên của NDA năm 2001 và quyền xuất bản cuốn sách không bị hạn chế bởi thỏa thuận đó. Greenwald khẳng định rằng hợp đồng của Mary Trump với nhà xuất bản khiến bà không có khả năng ngừng xuất bản vào thời điểm đó. Cuốn sách được xuất bản vào ngày 14 tháng 7 năm 2020.